# 45.ª edición de los Premios Óscar
La 45.ª edición de los Óscar premió a las mejores películas de 1972. Organizada por la Academia de Artes y Ciencias Cinematográficas, tuvo lugar en el Dorothy Chandler Pavilion de Los Ángeles el 27 de marzo de 1973. La ceremonia fue presentada por los actores Carol Burnett, Michael Caine, Charlton Heston y Rock Hudson.
La ceremonia estuvo marcada por el boicot de Marlon Brando hacia la Academia al enviar a Sacheen Littlefeather para explicar por qué el actor no iba a recoger el Premio al Mejor Actor por El padrino, siendo el segundo actor en rechazar el premio después de  George C. Scott quien también desdeñó la estatuilla dos años atrás y la nominación de Charlie Chaplin al Óscar al mejor banda sonora dramática original por su película de Candilejas, estrenada en 1952 y que no pudo ser exhibida en Los Ángeles hasta 1972. Chaplin había recibido el Óscar Honorífico en 1929 y 1972.
Cabaret, la adaptación de Bob Fosse del musical de Broadway, estableció el récord de mayor cantidad de Óscars ganados sin conseguir el de mejor película. La mejor película del año  fue para El padrino que recibió tan solo tres estatuíllas.
Este año fue la primera edición que hubo dos candidatas afroamericanas a la categoría de mejor actriz. Este fue también el primer año en que todos los ganadores del Oscar fueron llevados al escenario al final de la ceremonia.. La audiencia televisiva de la ceremonia llegó a los 85 millones de televidentes.
Por su parte Los emigrantes se convirtió en la primera película sueca, así como también la tercera película de habla no inglesa en lograr la nominación al Óscar como Mejor película destacando la particularidad de haber sido nominada en la edición anterior como Mejor película extranjera; cuando por criterios de elegibilidad, un filme internacional podía llegar a quedar nominado como película de no habla inglesa en una edición y competir para diferentes categorías en otra, siendo la única producción con esta característica en ser nominada a la categoría principal, dicha hazaña no se ha vuelto repetir en la historia del Óscar desde entonces, mientras que su secuela La nueva tierra  también logró una nominación en esta misma edición en la categoría de Mejor película extranjera siendo la única vez donde una secuela junto con su predecesora compitieron de manera simultánea en una edición del Óscar hasta la fecha.
Fue la única vez que Michael Jackson apareció en una ceremonia de los Óscar, cantando la canción Ben.

## Ganadores y nominados
Indica el ganador dentro de cada categoría.
| Mejor película Presentado por: Clint Eastwood The Godfather (El Padrino) — Albert S. Ruddy, productor - Cabaret — Cy Feuer, productor - Defensa (Deliverance) — John Boorman, productor - Utvandrarna (Los emigrantes) — Bengt Forslund, productor - Sounder — Robert B. Radnitz, productor | Mejor dirección Presentado por: Julie Andrews y George Stevens Bob Fosse — Cabaret - John Boorman — Defensa (Deliverance) - Jan Troell — Utvandrarna (Los emigrantes) - Francis Ford Coppola — The Godfather (El Padrino) - Joseph L. Mankiewicz — Sleuth (La huella) |
| Mejor actor Presentado por: Roger Moore y Liv Ullmann Marlon Brando — The Godfather (El Padrino) (rechazado) - Michael Caine — Sleuth (La huella) - Laurence Olivier — Sleuth (La huella) - Peter O'Toole — The Ruling Class (La clase dirigente) - Paul Winfield — Sounder | Mejor actriz Presentado por: Gene Hackman y Raquel Welch Liza Minnelli — Cabaret - Diana Ross — Lady Sings the Blues (El ocaso de una estrella) - Maggie Smith — Travels with My Aunt (Viajes con mi tía) - Cicely Tyson — Sounder - Liv Ullmann — Utvandrarna (Los emigrantes) |
| Mejor actor de reparto Presentado por: James Coburn y Diana Ross Joel Grey — Cabaret - Eddie Albert — The Heartbreak Kid (El rompecorazones) - James Caan — The Godfather (El Padrino) - Robert Duvall — The Godfather (El Padrino) - Al Pacino — The Godfather (El Padrino) | Mejor actriz de reparto Presentado por: Robert Duvall y Cloris Leachman Eileen Heckart — Butterflies are free (Las mariposas son libres) - Jeannie Berlin — The Heartbreak Kid (El rompecorazones) - Geraldine Page — Pete 'n' Tillie (Risas y lágrimas) - Susan Tyrrell — Fat City (Fat City, ciudad dorada) - Shelley Winters — The Poseidon Adventure (La aventura del Poseidón) |
| Mejor argumento y guion basados en material no previamente publicado o producido Presentado por: Jack Lemmon The candidate (El candidato) — Jeremy Larner - Le Charme discret de la bourgeoisie (El discreto encanto de la burguesía) — Luis Buñuel y Jean-Claude Carrière - Lady Sings the Blues (El ocaso de una estrella) — Terence McCloy, Chris Clark y Suzanne de Passe - Le souffle au coeur (El soplo al corazón) — Louis Malle - Young Winston (El joven Winston) — Carl Foreman | Mejor guion basado en material de otro medio Presentado por: Jack Lemmon The Godfather (El Padrino) — Mario Puzo y Francis Ford Coppola - Cabaret — Jay Presson Allen - Utvandrarna (Los emigrantes) — Jan Troell y Bengt Forslund - Pete 'n' Tillie (Risas y lágrimas) — Julius J. Epstein - Sounder — Lonne Elder III |
| Mejor cortometraje Presentado por: Bea Arthur y Peter Boyle Norman Rockwell's world...An American dream - Richard Barclay - Frog Story - Ron Satlof y Ray Gideon - Solo - David Adams | Mejor cortometraje animado Presentado por: Bea Arthur y Peter Boyle A Christmas Carol — Richard Williams - Kama Sutra rides again - Bob Godfrey - Tup Tup - Nedeljko Dragic |
| Mejor documental largo Presentado por: Robert Wagner y Natalie Wood Marjoe - Howard Smith y Sarah Kernochan - Ape and super-ape - Bert Haanstra - Malcolm X - Marvin Worth y Arnold Perl - Manson - Robert Hendrickson y Laurence Merrick - The silent revolution - Eckehard Munck | Mejor documental corto Presentado por: Robert Wagner y Natalie Wood This tiny world - Charles y Martina Huguenot van der Linden - Hundertwasser's rainy day - Peter Schamoni - K-Z - Giorgio Treves - Selling out - Tadeusz Jaworski - The tide of traffic - Humphrey Swingler |
| Mejor película de habla no inglesa Presentado por: Elke Sommer y Jack Valenti Le Charme discret de la bourgeoisie (El discreto encanto de la burguesía), de Luis Buñuel ( Francia) - А зори здесь тихие (Los amaneceres son aquí más apacibles), de Stanislav Rostotski (Unión Soviética) - Ani Ohev Otach Rosa (Rosa, te amo), de Moshé Mizrahi (Israel) - Mi querida señorita, de Jaime de Armiñán (España) - Nybyggarna (La nueva tierra), de Jan Troell (Suecia) | Mejor montaje Presentado por: John Gavin y Katharine Ross Cabaret — David Bretherton - Defensa (Deliverance) — Tom Priestley - The Godfather (El Padrino) — William Reynolds y Peter Zinner - The Hot Rock (Un diamante al rojo vivo) — Frank P. Keller y Fred W. Berger - The Poseidon Adventure (La aventura del Poseidón) — Harold F. Kress |
| Mejor banda sonora dramática original Presentado por: Dyan Cannon y Burt Reynolds Candilejas — Charles Chaplin, Raymond Rasch y Larry Russell - Images (Imágenes) — John Williams - Napoleon and Samantha (Napoleón y Samantha) — Buddy Baker - The Poseidon Adventure (La aventura del Poseidón) — John Williams - Sleuth (La huella) — John Addison - The Godfather (El Padrino) — Nino Rota (descalificada) | Mejor orquestación: adaptación y coro original Presentado por: Dyan Cannon y Burt Reynolds Cabaret — Ralph Burns - Lady Sings the Blues (El ocaso de una estrella) — Gil Askey - Man of La Mancha (El hombre de La Mancha) — Laurence Rosenthal |
| Mejor canción original Presentado por: Sonny & Cher «The Morning After» de The Poseidon Adventure (La aventura del Poseidón); compuesta por Al Kasha y Joel Hirschhorn - «Ben» de Ben; compuesta por Walter Scharf y Don Black - «Come follow, follow me» de The Little Ark (La pequeña arca); compuesta por Fred Karlin y Marsha Karlin - «Marmalade, molasses & honey» de The Life and Times of Judge Roy Bean (El juez de la horca); compuesta por Maurice Jarre, Marilyn Bergman y Alan Bergman - «Strange are the ways of love» de La madrastra (The stepmother); compuesta por Sammy Fain y Paul Francis Webster | Mejor sonido Presentado por: Eddie Albert y Edward Albert Cabaret — Robert Knudson y David Hildyard - Butterflies are free (Las mariposas son libres) — Arthur Piantadosi y Charles Knight - The candidate (El candidato) — Richard Portman y Gene Cantamessa - The Godfather (El Padrino) — Bud Grenzbach, Richard Portman y Christopher Newman - The Poseidon Adventure (La aventura del Poseidón) — Theodore Soderberg y Herman Lewis                                                                        |
| Mejor fotografía Presentado por: Candice Bergen y Billy Dee Williams Cabaret — Geoffrey Unsworth - Butterflies are free (Las mariposas son libres) — Charles B. Lang - The Poseidon Adventure (La aventura del Poseidón) — Harold E. Stine - 1776 — Harry Stradling, Jr. - Travels with My Aunt (Viajes con mi tía) — Douglas Slocombe | Mejor dirección de arte Presentado por: Greer Garson y Laurence Harvey Cabaret — Rolf Zehetbauer, Jurgen Kiebach y Herbert Strabel - Lady Sings the Blues (El ocaso de una estrella) — Carl Anderson y Reg Allen - The Poseidon Adventure (La aventura del Poseidón) — William Creber y Raphael Bretton - Travels with My Aunt (Viajes con mi tía) — John Box, Gil Parrondo y Robert W. Laing - Young Winston (El joven Winston) — Geoffrey Drake, Don Ashton, John Graysmark, William Hutchinson y Peter James |
| Mejor diseño de vestuario Presentado por: Marisa Berenson y Michael Caine Travels with My Aunt (Viajes con mi tía) — Anthony Powell - The Godfather (El Padrino) — Anna Hill Johnstone - Lady Sings the Blues (El ocaso de una estrella) — Bob Mackie, Ray Aghayan y Norma Koch - The Poseidon Adventure (La aventura del Poseidón) — Paul Zastupnevich - Young Winston (El joven Winston) — Anthony Mendleson | |

### Óscar honorífico
- Edward G. Robinson
- Mejores efectos visuales: The Poseidon Adventure (La aventura del Poseidón) para L.B. Abbott y A.D. Flowers

#### Premio Humanitario Jean Hersholt
- Rosalind Russell

## Premios y nominaciones múltiples
| Película                                                                  | Nominaciones | Premios |
| ------------------------------------------------------------------------- | ------------ | ------- |
| Cabaret                                                                   | 10           | 8       |
| The Godfather (El Padrino)                                                | 10           | 3       |
| The Poseidon Adventure (La aventura del Poseidón)                         | 8            | 2       |
| Travels with My Aunt (Viajes con mi tía)                                  | 4            | 1       |
| Butterflies are free (Las mariposas son libres)                           | 3            | 1       |
| The candidate (El candidato)                                              | 3            | 1       |
| Le Charme discret de la bourgeoisie (El discreto encanto de la burguesía) | 2            | 1       |
| Utvandrarna (Los emigrantes)                                              | 4            | 0       |
| Sleuth (La huella)                                                        | 4            | 0       |
| Lady Sings the Blues (El ocaso de una estrella)                           | 4            | 0       |
| Sounder                                                                   | 4            | 0       |
| Defensa (Deliverance)                                                     | 3            | 0       |
| Young Winston (El joven Winston)                                          | 3            | 0       |
| Pete 'n' Tillie (Risas y lágrimas)                                        | 2            | 0       |
| The Heartbreak Kid (El rompecorazones)                                    | 2            | 0       |